# Wereldkampioenschappen boogschieten 1934
De Wereldkampioenschappen boogschieten 1934 waren door de Fédération Internationale de Tir à l'Arc (FITA) georganiseerde kampioenschappen voor boogschutters. De vierde editie wereldkampioenschappen vond plaats in het Zweedse Båstad van 3 tot en met 4 augustus 1934. Er namen 41 boogschutters deel uit zes landen in vier evenementen. De landenploegen bestonden uit vier deelnemers waarvan drie deelnamen en een persoon als reserve.

## Medaillewinnaars
| M/V | Onderdeel   | Goud                                                             | Zilver                                                 | Brons                                                        |
| M   | Individueel | Henry Kjellson                                                   | Emil Heilborn                                          | Oscar Kessels                                                |
| M   | Team        | Henry Kjellson Emil Heilborn Torsten Fahlman Starnso             | Oscar Kessels Hubert Van Innis Georges De Rons Liekens | Alfred Popp Ludvik Gasseldorfer Jan Musilek Jaroslav Lenecek |
| V   | Individueel | Janina Kurkowska                                                 | Anna Moczulska                                         | Elsa Waldenström                                             |
| V   | Team        | Janina Kurkowska Maria Trajdosówna Anna Moczulska S. Trajdosowna | Elsa Waldenström Ellen Wrange Ina Catani Stiernsward   | Geen deelname                                                |

| Rang   | Land              | Goud | Zilver | Brons | Totaal |
| ------ | ----------------- | ---- | ------ | ----- | ------ |
| 1      | Zweden            | 2    | 2      | 1     | 5      |
| 2      | Polen             | 2    | 1      | 0     | 3      |
| 3      | België            | 0    | 1      | 1     | 2      |
| 4      | Tsjecho-Slowakije | 0    | 0      | 1     | 1      |
| Totaal | Totaal            | 4    | 4      | 3     | 11     |

1931 ·
1932 ·
1933 ·
1934 ·
1935 ·
1936 ·
1937 ·
1938 ·
1939 ·
1946 ·
1947 ·
1948 ·
1949 ·
1950 ·
1952 ·
1953 ·
1955 ·
1957 ·
1958 ·
1959 ·
1961 ·
1963 ·
1965 ·
1967 ·
1969 ·
1971 ·
1973 ·
1975 ·
1977 ·
1979 ·
1981 ·
1983 ·
1985 ·
1987 ·
1989 ·
1991 ·
1993 ·
1995 ·
1997 ·
1999 ·
2001 ·
2003 ·
2005 ·
2007 ·
2009 ·
2011 ·
2013 ·
2015 ·
2017 ·
2019 ·
2021 ·
2023 ·